# Dicranella ligulata
Dicranella ligulata är en bladmossart som beskrevs av Brotherus 1901. Dicranella ligulata ingår i släktet jordmossor, och familjen Dicranaceae. Inga underarter finns listade i Catalogue of Life.